# Zašto je Bog postao čovjekom
Zašto je Bog postao čovjekom (izvornik na latinskom Cur Deus homo), kapitalno djelo sv. Anzelma Canterburyjskog. Prvi hrvatski prijevod objavljen je 2014. godine, prevoditelja Stjepana Kušara, a u izdanju Kršćanske sadašnjosti. Djelo je jedno je od najznačajnijih teološko-filozofskih spisa srednjega vijeka koje je obilježilo čitavu zapadnu misao. Kršćanski klasik, potreban teolozima i filozofima i svima koje zanima razvoj kršćanske misli, posebice stoga što je riječ o djelu koje je daleko nadišlo svoje vrijeme i postalo stožernom u povijesnome razvoju teološko-filozofske misli Zapada. Sve kruži oko pitanja: Po kakvoj je nužnosti i zbog čega Bog, koji je svemoguć, uzeo poniznu i nesavršenu ljudsku narav te postao konkretnim čovjekom da bi nositelje te iste ljudske naravi mogao spasiti, otkupiti od grijeha? Anzelmov je odgovor jasan: Bog spašava čovjeka iz ljubavi, ali on ga ne spašava bez čovjeka. Odgovor pokazuje neophodnost oštroumlja povezanog s ljubavlju prema svojem "predmetu", on nosi biljeg svojega vremena, ali još više odiše on dahom radosnog uvjerenja pisca koji zna Komu je povjerova i u Koga vjeruje.